# Eva López i Morales
Eva López i Morales (Barcelona, 27 de novembre de 1969) és una nedadora i entrenadora catalana, especialitzada en natació sincronitzada.
Membre del Club Natació Kallipolis, fou la dominadora absoluta de la natació sincronitzada a Espanya durant els finals dels vuitanta i principis dels noranta, aconseguint cinc títols de campiona d'Espanya absoluta d'estiu (1988-92) i sis d'hivern (1987-92) en solo. En duo, fou campiona d'Espanya absoluta d'estiu el 1989, 1990 i 1992, i d'hivern entre 1987 i 1991, formant parella amb Núria Ayala la majoria de les ocasions. Internacional des de 1984, va competir amb la selecció espanyola en els Campionats del Món de 1986 i 1991, i d'Europa de 1984, 1985, 1986, 1987, 1989 i 1991, així com, va participar en el Jocs Olímpics de Seül 1988 i Barcelona 1992 en les modalitats de solo i de duo.
Retirada de la competició l'any 1993, ha estat entrenadora, i forma part del comitè d'àrbitres de natació sincronitzada de la Federació Catalana de Natació i de la Reial Federació Espanyola de Natació. Va ser distingida amb la medalla de plata el 1988 i d'or el 1989 per la Federació Espanyola de Natació.